# Saracén

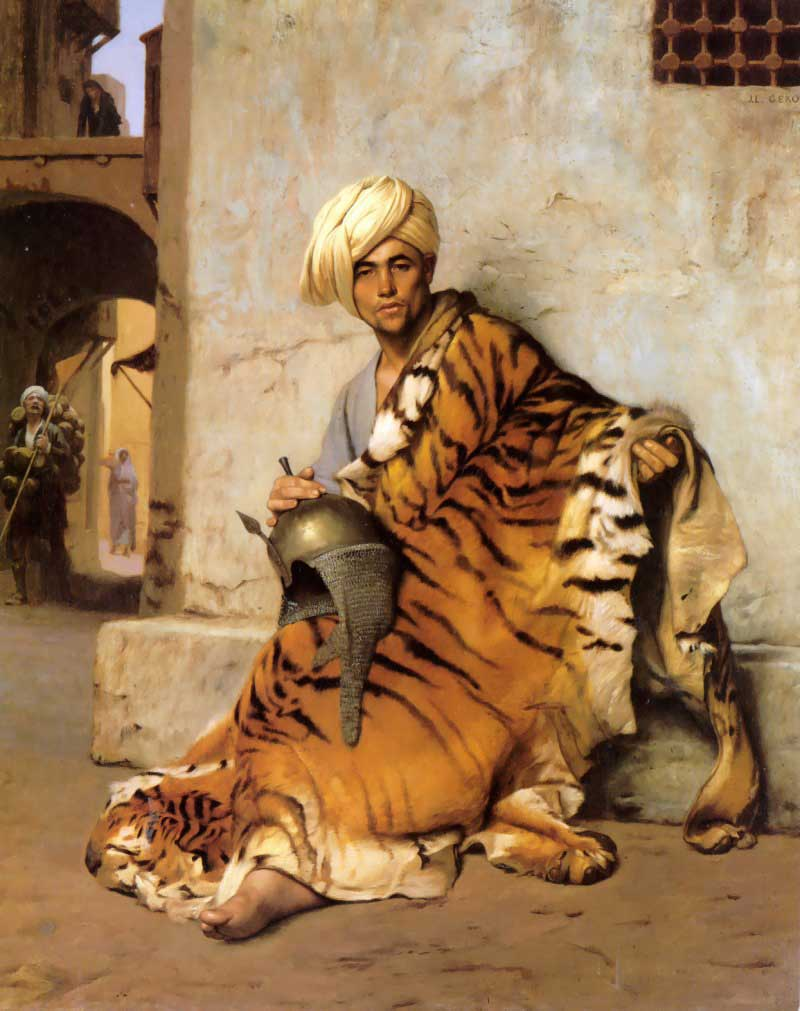
Saracénský Obchodník s kožešinami v Káhiře, olejomalba, Jean-Léon Gérôme, 1869

Saracén je středověký evropský název pro Turka či Araba, především však muslima.

## Etymologie a původ
Etymologie pojmu se dosud nepodařila spolehlivě prokázat. Tomáš Rataj se přiklání k rozšířenému vysvětlení, že pojem je odvozen z řeckého Sarakenoi, což byl řecký název pro divoký arabský kmen Saraků. Existují také tvrzení, že je odvozen ze semitského šrq (východní) a šrkt (kmen, konfederace). Jiný možný semitský původ je srq (krást, loupit, zloděj), přesněji od podstatného jména sāriq (Arabsky: سارق), množné číslo sāriqīn (سارقين), což znamená zloděj, nájezdník.
Název Saraceni se pak měl časem rozšířit i do latiny a postupně svým významem zahrnul i další arabské kmeny. A díky křižákům a Byzantincům se pojem rozšířil do západní Evropy, kde byl dlouhou dobu užíván.

## Užívání
Není znám původní význam latinského pojmu Saraceni.
Klaudios Ptolemaios ve své práci Geografie ze 2. století vysvětloval pojem Sarakēnḗ jako region v severní části Sinajského poloostrova. Zmiňuje také národ Sarakēnoí, který žil v severozápadní části Arabského poloostrova (blízko sousedícího Sinajského poloostrova). Eusebios ve svých Církevních dějinách zmiňuje u Dionýsiosa Alexandrijského, že pojem Saracén zmiňuje v dopise, kde popisuje perzekuci křesťanů římským císařem Deciem: „Mnoho jich bylo v Arabských horách zotročeno barbarskými saracény.“ Historia Augusta zmiňuje v roce 193 útok Saracénské armády pocházející z Pescennius Niger na Egypt, ale poskytuje velmi málo informací na jejich identifikaci.
Damascénský kronikář Hamad bin Kanan al-Salhi (Arabic: محمد بن كَنّان الصالحي), který popisoval roky 1699–1740, používal slovo sarkan ve smyslu vydat se na vojenskou misi z Blízkého Východu do částí Jižní Evropy, která v té době byla pod nadvládou Osmanské říše, zejména Kypr a Rhodos.
Pojem saracéni sloužil ve středověké Evropě k označování muslimů, tj. především Arabů a Turků, ale i dalších muslimských etnik. Podle Miloše Mendela pojem saracén sloužil především k označení islámských vojáků východního Středomoří (především tureckých a arabských vojáků), zatímco pro vojáky západní části Středomoří se užívalo pojmu moros, resp. Maur.
V českých středověkých rukopisech se termín saracén objevuje poprvé v roce 1148, avšak sloužil k označení příslušníka pohanských etnik na východě od českých hranic.